# Gaspar Sabater i Serra
Gaspar Sabater i Serra (Palma, 13 de setembre de 1914 – 21 de febrer de 1987), fou un escriptor, acadèmic, assagista, professor, periodista, editor, conferenciant i crític d'art mallorquí.

## Biografia
Gaspar Sabater va néixer a la Ciutat de Mallorca el mes de setembre de 1914, just iniciada la I Guerra Mundial. Cursà els seus estudis als col·legis de San Cayetano i La Salle de la capital mallorquina. Posteriorment cursà estudis de Magisteri a la seva ciutat natal i de Periodisme a Madrid, ciutat en què residí durant un temps, tenint com a companys de promoció a Camilo José Cela i Miguel Delibes, entre d'altres.
Els anys trenta formà part del Grup Literari i Pictòric "Azul" un grup de caràcter romàntic i bohemi que pren el nom del poema de Rubén Darío del mateix títol i del qual formaven part Joan Miralles Lladó, Marià Aguiló i Aguiló, Pere Quetglas Ferrer Xam, Francesc Miralles i Ramon Nadal, entre d'altres. En l'exercici de la seva funció docent a Mallorca, fou represaliat durant la Guerra Civil i condemnat a la suspensió d'ocupació i sou i a la deportació a Maià de Montcal, un poble de la província de Girona.
El 1935 fundà la revista d'art "Ideas Estéticas".
Com a escriptor, és autor d'una nombrosa obra, fonamentalment de temàtica mallorquina i balear, si bé va desenvolupar també assajos més generals en matèria pedagògica, historiogràfica i de crítica literària i d'art. L'esmentada trajectòria se inicià l'any 1936 amb la publicació del llibre "Ensayos de Crítica Literaria". La seva darrera obra va ser una nova edició de la "Historia de las Baleares" -publicada inicialment l'any 1959-, el 1987, pocs dies abans de la seva mort.
A més de la seva tasca com a escriptor, col·laborà com a articulista en nombrosos periòdics, tant d'àmbit local como nacional, entre els quals podem citar Destino, El Día, La Almudaina, Ultima Hora i Diario de Mallorca. També fundà i/o dirigí diverses publicacions com: Revista Balear, Cort, Vida Municipal, Ciudad, Paris-Baleares i Dijous.
Destacat orador, Gaspar Sabater desplegà una intensa activitat com a conferenciant en actes literaris i culturals de tota mena, com a complement a la seva faceta de crític. Va passar llargues temporades de la seva vida al poble de Deià (Mallorca), tant per motius professionals, com a mestre titular de l'escola unitària, com familiars, pel seu matrimoni amb Joana Aina Vives, filla del Dr. Antoni Vives, metge titular de la vila. La corporació municipal el nomenà fill adoptiu l'any 1987, un honor que comparteix amb els seus veïns; l'escriptor anglès Robert Graves i l'arqueòleg nord-americà William Waldren. A la seva residència, punt de trobada d'artistes i intel·lectuals de l'època residents a Deià, com el mateix Graves, Chester Himes, Josep Maria Llompart, els pintors Bernat Sanjuan, Ulrich Leman, Joan Miralles, entre d'altres, Gabriel García Márquez acabà d'escriure i va fer la primera lectura pública del seu llibre El otoño del patriarca. Un altre il·lustre hoste de la literatura hispanoamericana a la seva casa de Deià fou l'escriptor i diplomàtic colombià Plinio Apuleyo Mendoza, la novel·la del qual, "Años de fuga", està parcialment ambientada a Mallorca.
Bibliòfil i col·leccionista d'art, una part dels seus fons bibliogràfics foren donats a l'Ajuntament de Deià per a la creació d'una biblioteca. Fou un dels fundadors del Cercle de Belles Arts de Palma i de l'entitat musical Capella Clàssica. Fou membre de les acadèmies de Bellas Artes y Ciencias Históricas de Toledo, de Bellas Artes de San Fernando, de Madrid i de Belles Arts de Sant Sebastià, de Palma. Fruit de la seva vinculació al món de l'art fou la publicació, el 1972, de la seva obra “La Pintura Contemporánea en Mallorca. Del impresionismo a nuestros días”, obra que va tenir una segona edició l'any 1981.
També fou membre del “Instituto Miguel de Cervantes de Filología Hispánica”, del Consell Superior d'Investigacions Científiques, de l'Institut d'Estudis Baleàrics i de la Comissió de Patrimoni Historicoartístic.

## Reconeixements
- Fill adoptiu de Deià (Mallorca).
- Ángel de la Llotja de la Conselleria de Cultura del Govern Balear.
- Placa de reconeixement en el Saló de Plens de l'Ajuntament d'Inca (Mallorca).
- Creu d'Alfons X El Savi.
- Medalla d'Or del Cercle de Belles Arts.
- El Govern de les Illes Balears posà el seu nom al Col·legi d'Educació Infantil i Primària de Palmanyola (Bunyola. Mallorca).
- L'Ajuntament de Palma li dedicà un carrer de l'eixample de la capital balear.

## Obra

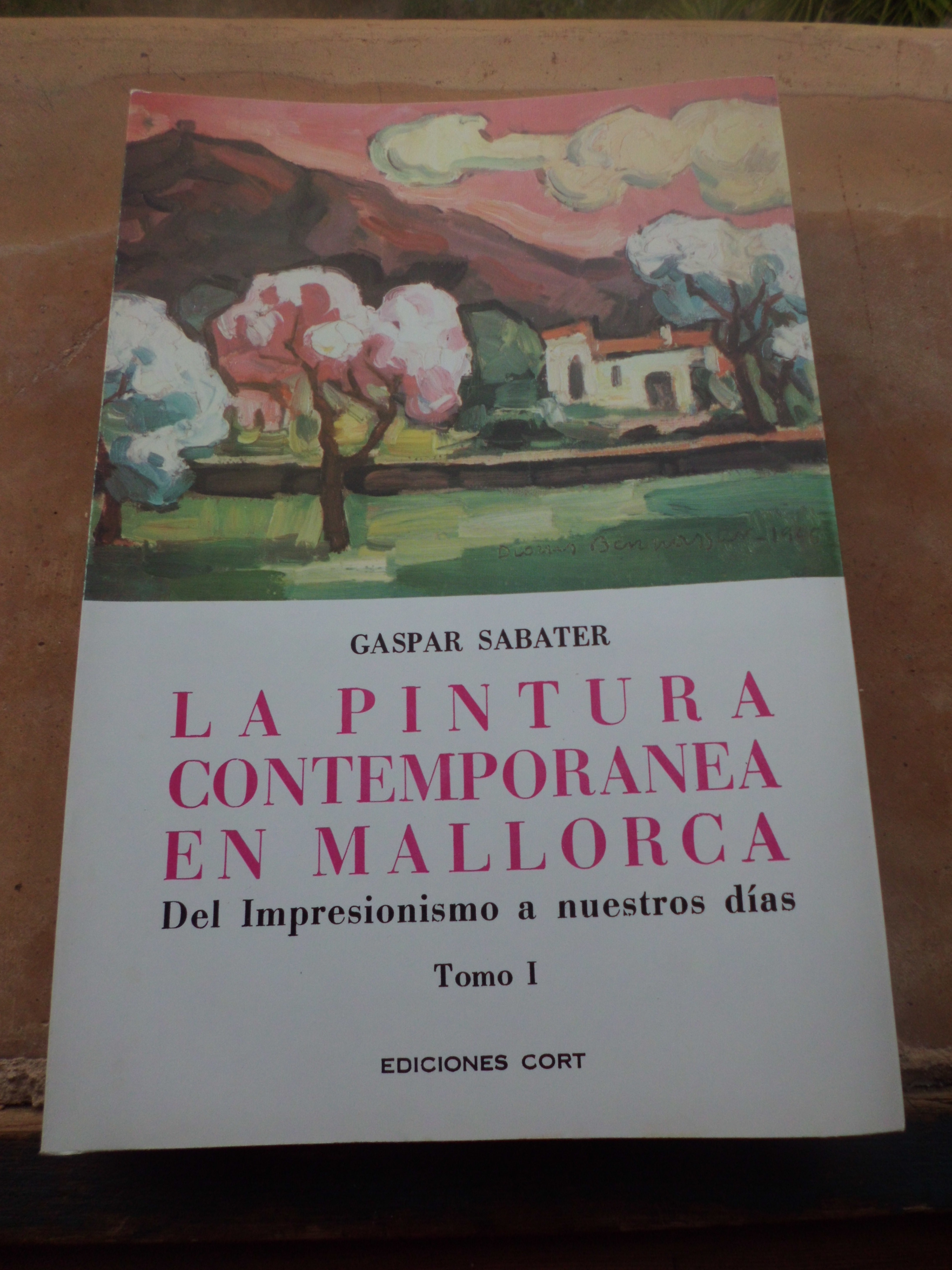
Portada del primer tom del llibre "La pintura contemporánea en Mallorca". Edicions Cort, Palma, 1972

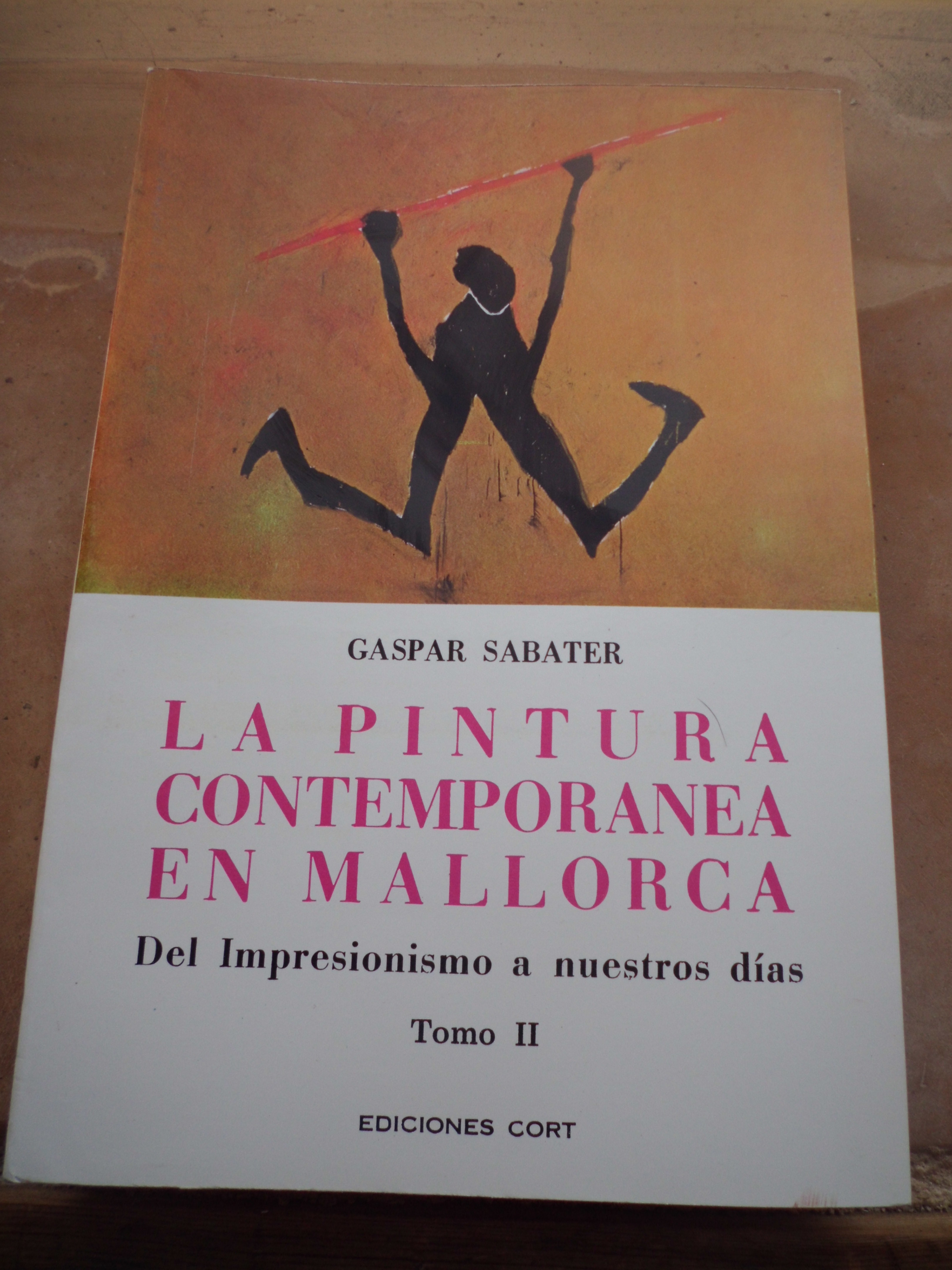
Portada del segon tom del llibre "La pintura contemporánea en Mallorca". Edicions Cort, Palma, 1981

- "Ensayos de crítica literaria", Palma, 1936
- "En torno a la afirmación española", Madrid, 1943
- "Junípero Serra", Madrid, 1944
- "Azorín o la plasticidad", Barcelona, 1944
- "Discurso a los maestros españoles", Palma, 1949
- "Diccionario Biográfico Español e Hispanoamericano", Palma 1950
- "La Palma", Madrid, 1950
- "Ciudades de España", Palma, 1951
- "El Renacimiento literario en Mallorca", Palma, 1954
- "Historia de las Baleares, 1ª edición", Palma, 1959
- "Mallorca, ayer y hoy", Madrid, 1961
- "El castillo de Bellver", Palma, 1962
- "José María Quadrado", Palma, 1967
- "La imprenta en Mallorca", Palma, 1971
- "La Pintura contemporánea en Mallorca. Tomo I", Palma, 1972
- "Glosas profanas", Palma, 1976
- "Joan Miró y Mallorca", Palma, 1978
- "Ramón Nadal", Barcelona, 1980
- "La Pintura contemporánea en Mallorca. Tomo II", Palma, 1981
- "Guillermo Mesquida, pintor del barroco", Palma, 1981
- "De la Casa de las Comedias al Teatro Principal", Palma, 1982
- "Aproximación a la filosofía del arte moderno" (Escrit amb Cesáreo Rodríguez-Aguilera), Palma, 1982
- "Puigdengolas", Barcelona, 1985
- "Mallorca en la vida del Archiduque", Palma, 1985
- "La imprenta y las xilografías de los Guasp", Palma, 1985
- "Robert Graves, de Wimbledon a Deyá", Palma, 1986
- "Historia de las Baleares, 2ª edición", Palma, 1987
- "Kristian Krekovic. El artista y su obra", Palma, 1990